# XXV (album)
XXV – dwupłytowa kompilacja nagrań polskiej grupy deathmetalowej Vader. Utwory na albumie są przekrojowym zbiorem kompozycji grupy od początku jej działalności nagrane oraz ponownie zmiksowane. Wydawnictwo ukazało się 12 czerwca 2008 roku w Europie nakładem Regain Records. W Polsce materiał wydała firma Mystic Production, natomiast w Japonii kompilacja ukazała się dzięki Avalon/Marquee Inc. W wyniku komercyjnego niepowodzenia i braku promocji był to ostatni album zespołu wydany przez Mystic Production.
Do edycji specjalnej wydawnictwa dołączona została płyta DVD zawierająca niepublikowane wcześniej nagrania koncertowe. Było to ostatnie wydawnictwo Vader zrealizowane z udziałem gitarzysty Maurycego „Mausera” Stefanowicza, basisty Marcina „Novy’ego” Nowaka i perkusisty Dariusza „Daraya” Brzozowskiego.

## Realizacja
Sesja nagraniowa płyty we współpracy z braćmi Sławomirem i Wojciechem Wiesławskimi odbyła się z przerwami pomiędzy lipcem 2007 a marcem 2008 roku w białostockim Hertz Studio. Gościnnie w pracach nad płytą wziął udział instrumentalista klawiszowiec Krzysztof „Siegmar” Oloś znany z występów w grupie Vesania, oraz poprzednich wydawnictw grupy Vader zatytułowanych The Art of War (2005) oraz Impressions in Blood (2006). Ponadto wśród gości znaleźli się wokalista Roman Kostrzewski, który zaśpiewał w interpretacji utworu „Wyrocznia” z repertuaru grupy Kat, członkowie Dead Infection Robert „Pierścień” Pierściński i Tomasz „Hal” Halicki w interpretacji utworu „Fear of Napalm” z repertuaru grupy Terrorizer. Natomiast w utworze „Blood of Kingu” zaśpiewał członek Severe Torture Seth van de Loo.
Pod tytułem XXV została zaplanowana początkowo również realizacja DVD z zapisem jubileuszwego koncertu Vader, który odbył się 8 sierpnia 2008 roku w warszawskim klubie Stodoła. Jednakże pomysł zarzucono ze względu na ograniczenia techniczne. Podczas koncertu gościnnie wystąpiły również takie zespoły jak Samael, Entombed, Nile, Gorefest, Dismember, Rotting Christ, Grave, Marduk oraz Septic Flesh.

## Lista utworów
Opracowano na podstawie materiału źródłowego.
| CD1 | CD1                  | CD1                  | CD1             | CD1     |
| Nr  | Tytuł utworu         | Słowa                | Muzyka          | Długość |
| --- | -------------------- | -------------------- | --------------- | ------- |
| 1.  | „Invaders (Intro)”   | utwór instrumentalny | Krzysztof Oloś  | 1:39    |
| 2.  | „Chaos”              | Paweł Wasilewski     | Piotr Wiwczarek | 4:16    |
| 3.  | „Vicious Circle”     | Paweł Wasilewski     | Piotr Wiwczarek | 2:37    |
| 4.  | „Crucified Ones”     | Piotr Wiwczarek      | Piotr Wiwczarek | 3:18    |
| 5.  | „Dark Age”           | Piotr Wiwczarek      | Piotr Wiwczarek | 4:32    |
| 6.  | „Reign Carrion”      | Piotr Wiwczarek      | Piotr Wiwczarek | 6:33    |
| 7.  | „Silent Empire”      | Paweł Frelik         | Piotr Wiwczarek | 4:13    |
| 8.  | „Sothis”             | Paweł Wasilewski     | Piotr Wiwczarek | 3:27    |
| 9.  | „Incarnation”        | Paweł Wasilewski     | Piotr Wiwczarek | 3:05    |
| 10. | „Reborn in Flames”   | Piotr Wiwczarek      | Piotr Wiwczarek | 4:52    |
| 11. | „Blood of Kingu”     | Piotr Wiwczarek      | Piotr Wiwczarek | 4:33    |
| 12. | „Carnal”             | Paweł Frelik         | Piotr Wiwczarek | 2:09    |
| 13. | „Fractal Light”      | Paweł Frelik         | Piotr Wiwczarek | 2:42    |
| 14. | „Red Passage”        | Piotr Wiwczarek      | Piotr Wiwczarek | 2:46    |
| 15. | „Black to the Blind” | Paweł Wasilewski     | Piotr Wiwczarek | 4:03    |
|     |                      |                      |                 | 54:45   |

| CD2 | CD2                                 | CD2               | CD2             | CD2     |
| Nr  | Tytuł utworu                        | Słowa             | Muzyka          | Długość |
| --- | ----------------------------------- | ----------------- | --------------- | ------- |
| 1.  | „Kingdom”                           | Tomasz Krajewski  | Piotr Wiwczarek | 3:22    |
| 2.  | „Wings”                             | Paweł Frelik      | Piotr Wiwczarek | 3:06    |
| 3.  | „Xeper”                             | Paweł Frelik      | Piotr Wiwczarek | 3:49    |
| 4.  | „Cold Demons”                       | Piotr Wiwczarek   | Piotr Wiwczarek | 2:10    |
| 5.  | „Final Massacre”                    | Paweł Wasilewski  | Piotr Wiwczarek | 4:24    |
| 6.  | „Reign Forever World”               | Łukasz Szurmiński | Piotr Wiwczarek | 3:56    |
| 7.  | „Epitaph”                           | Łukasz Szurmiński | Piotr Wiwczarek | 3:55    |
| 8.  | „Dark Transmission”                 | Paweł Frelik      | Piotr Wiwczarek | 4:35    |
| 9.  | „Fear of Napalm (cover Terrorizer)” | David Vincent     | Terrorizer      | 2:59    |
| 10. | „Wyrocznia (cover Kat)”             | Roman Kostrzewski | KAT             | 3:24    |
| 11. | „Tyrani Piekel”                     | Piotr Wiwczarek   | Piotr Wiwczarek | 4:49    |
|     |                                     |                   |                 | 40:29   |

| Utwory dodatkowe - CD2 | Utwory dodatkowe - CD2                      | Utwory dodatkowe - CD2 | Utwory dodatkowe - CD2 | Utwory dodatkowe - CD2 |
| Nr                     | Tytuł utworu                                | Słowa                  | Muzyka                 | Długość                |
| ---------------------- | ------------------------------------------- | ---------------------- | ---------------------- | ---------------------- |
| 1.                     | „Trupi jad (Polish version)”                | Piotr Wiwczarek        | Piotr Wiwczarek        | 6:33                   |
| 2.                     | „Reborn in Flames (special version)”        | Piotr Wiwczarek        | Piotr Wiwczarek        | 4:57                   |
| 3.                     | „Dark(er) Transmission(er) (Hertz version)” | Paweł Frelik           | Piotr Wiwczarek        | 4:36                   |

| Bonus DVD | Bonus DVD                                          | Bonus DVD                      | Bonus DVD       | Bonus DVD |
| Nr        | Tytuł utworu                                       | Słowa                          | Muzyka          | Długość   |
| --------- | -------------------------------------------------- | ------------------------------ | --------------- | --------- |
| 1.        | „Gin Psie (Olsztyn 1986)”                          | Piotr Wiwczarek                | Piotr Wiwczarek | 3:03      |
| 2.        | „Trupi Jad (Bialystok 1989)”                       | Piotr Wiwczarek                | Piotr Wiwczarek | 6:43      |
| 3.        | „Vicious Circle (Moscow 1990)”                     | Paweł Wasilewski               | Piotr Wiwczarek | 3:06      |
| 4.        | „Demon’s Wind/Decapitated Saints (Bialystok 1992)” | Piotr Wiwczarek                | Piotr Wiwczarek | 6:56      |
| 5.        | „Intro/Dark Age (Piekary Sl.1992)”                 | Piotr Wiwczarek                | Piotr Wiwczarek | 6:04      |
| 6.        | „Breath Of Centuries (Warszawa 1992)”              | Paweł Wasilewski               | Piotr Wiwczarek | 4:23      |
| 7.        | „Chaos (Groningen 1993)”                           | Paweł Wasilewski               | Piotr Wiwczarek | 4:35      |
| 8.        | „Decapitated Saints (Brooklyn 1993)”               | Piotr Wiwczarek                | Piotr Wiwczarek | 2:50      |
| 9.        | „Reign-Carrion (Lodz 1993)”                        | Piotr Wiwczarek                | Piotr Wiwczarek | 6:31      |
| 10.       | „Blood Of Kingu (Toronto 1995)”                    | Piotr Wiwczarek                | Piotr Wiwczarek | 4:30      |
| 11.       | „Crucified Ones (Sopot 1995)”                      | Piotr Wiwczarek                | Piotr Wiwczarek | 3:55      |
| 12.       | „Testimony (Hamburg 1996)”                         | Piotr Wiwczarek                | Piotr Wiwczarek | 3:42      |
| 13.       | „Black To The Blind/Silent Empire (Madrid 1998)”   | Paweł Frelik, Paweł Wasilewski | Piotr Wiwczarek | 8:11      |
| 14.       | „Distant Dream (Stolzenhain 1998)”                 | Tomasz Krajewski               | Piotr Wiwczarek | 2:47      |
| 15.       | „Forwards To Die/North (Houston 2000)”             | Paweł Frelik, Piotr Wiwczarek  | Piotr Wiwczarek | 3:50      |
| 16.       | „Sothis (Essen 2001)”                              | Paweł Wasilewski               | Piotr Wiwczarek | 4:06      |
|           |                                                    |                                |                 | 1:15:12   |

| V.666 (singel) | V.666 (singel)   | V.666 (singel)   | V.666 (singel)  | V.666 (singel) |
| Nr             | Tytuł utworu     | Słowa            | Muzyka          | Długość        |
| -------------- | ---------------- | ---------------- | --------------- | -------------- |
| 1.             | „Carnal”         | Paweł Frelik     | Piotr Wiwczarek | 2:10           |
| 2.             | „Vicious Circle” | Paweł Wasilewski | Piotr Wiwczarek | 2:37           |
|                |                  |                  |                 | 4:47           |

## Twórcy
Opracowano na podstawie materiału źródłowego.
| Zespół Vader w składzie - Piotr „Peter” Wiwczarek – gitara elektryczna, wokal prowadzący, gitara basowa, producent wykonawczy - Maurycy „Mauser” Stefanowicz – gitara elektryczna, wokal wspierający (CD 2; 5) - Marcin „Novy” Nowak – gitara basowa, wokal wspierający (CD 2; 5) - Dariusz „Daray” Brzozowski – perkusja - Leszek „Shambo” Rakowski – gitara basowa (DVD) - Jarosław „China” Łabieniec – gitara elektryczna (DVD) - Krzysztof „Docent” Raczkowski – perkusja (DVD) Dodatkowi muzycy - Krzysztof „Siegmar” Oloś – instrumenty klawiszowe, syntezator - Seth van de Loo – wokal (CD 1; 11) - Tomasz „Hal” Halicki – gitara basowa (CD 2; 9) - Robert „Pierścień” Pierściński – wokal (CD 2; 9) - Roman Kostrzewski – wokal prowadzący (CD 2; 10) |  | Produkcja - Jacek Wiśniewski – oprawa graficzna, okładka - Wojciech i Sławomir Wiesławscy – produkcja, mastering, miksowanie - Agnieszka Krysiuk – zdjęcia - Paweł Wasilewski – słowa - Paweł Frelik – słowa - Tomasz Krajewski – słowa - Łukasz Szurmiński – słowa |

## Wydania
| Rok  | Nr katalogowy | Format                                    | Wydawca             | Region            | Źródło |
| ---- | ------------- | ----------------------------------------- | ------------------- | ----------------- | ------ |
| 2008 | RR 141        | 2xCD, Comp                                | Regain Records      | Europa            | [ 2 ]  |
| 2008 | RR141-1       | Box, Ltd, Spe + 2xCD, Album, Comp + DVD-V | Regain Records      | Europa            | [ 2 ]  |
| 2008 | REG-CD-1052   | 2xCD, Comp                                | Regain Records      | Stany Zjednoczone | [ 2 ]  |
| 2008 | MIZP 60012    | 2xCD, Comp                                | Avalon/Marquee Inc. | Japonia           | [ 15 ] |